# Иски
Иски (англ. Easky; ирл. Iascaigh, «изобилующий рыбой») — деревня в Ирландии, находится в графстве Слайго (провинция Коннахт) у трассы R297, на Атлантическом побережье.

## Демография
Население — 240 человек (по переписи 2006 года). В 2002 году население составляло 211 человек.
Данные переписи 2006 года:
| Общие демографические показатели |               |                               |                               |      |      |
| Всё население                    | Всё население | Изменения населения 2002—2006 | Изменения населения 2002—2006 | 2006 | 2006 |
| 2002                             | 2006          | чел.                          | %                             | муж. | жен. |
| 211                              | 240           | 29                            | 13,7                          | 115  | 125  |